# 미르 (가수)
미르(본명: 방철용, 1991년 3월 10일~)는 대한민국의 래퍼이다. 2009년부터 2018년까지 그룹 엠블랙의 멤버로 활동하였다.

## 학력
- 약수초등학교
- 약수중학교
- 장성실업고등학교
- 경희사이버대학교 정보통신학과

## 음악 활동
| 분류       | 노래 제목                                                                  |
| ---------- | -------------------------------------------------------------------------- |
| 작사, 작곡 | 〈you're my +〉                                                            |
| 랩메이킹   | 〈you're my +〉,〈알고 있었어〉,〈기억하나요〉                             |
| 피쳐링     | 〈못된 사랑〉,〈미쳐가〉,〈사랑을 적어요〉, 〈알고 있었어〉,〈기억하나요〉 |
| O.S.T      | 〈알고 있었어〉                                                            |

## 방송 활동

### 드라마
- 2015년 《내 품에 라바와 친구들》(MBC) - 아르통 역

### 예능
- SBS 《정글의 법칙》
- MBC 《진짜 사나이》
- 스토리온 《렛미인》
- MBN 《전국제패》
- JTBC 《신화방송》(with. 어머니, 고은아(둘째누나), 첫째누나)

## 뮤직비디오
- 2010년 안진경 《못된 사랑》
- 2010년 간미연 《미쳐가》

## 방송 활동
- 2009년 11월 4일~2009년 12월 2일 Mnet 《M.BLAQ 작업의 정석》
- 2009년 11월 7일~2010년 2월 13일 SBS E! 《아이돌 막내 반란 시대》
- 2009년 12월 16일~2010년 3월 31일 MBC every1 《아이돌 군단의 떴다! 그녀 시즌 5》
- 2010년 5월 22일~2010년 8월 7일 SBS MTV 《아이돌 유나이티드》
- 2010년 8월 19일~2010년 9월 16일 Mnet 《김수로의 명문대 특별반》
- 2011년 11월 20일~2011년 11월 27일 MBC TV 《코이카의 꿈》
- 2012년 5월 17일 MBC TV 《정보석의 쥬얼리 하우스》
- 2013년 4월 14일~2013년 6월 2일 MBC TV 《진짜 사나이》
- 2012년 11월 28일~2012년 12월 5일 MBC TV 《2012 코이카의 꿈》
- 2013년 7월 13일 KBS 2TV 《세대공감 토요일》 ... 181회 배우 최영완과 함께 출연
- 2013년 12월 21일~2013년 12월 28일 MBC TV 《2013 코이카의 꿈》
- 2013년 12월 24일~2014년 5월 6일 Mnet 《비틀즈코드 시즌 3D》
- 2014년 1월 10일~2014년 5월 9일 투니버스 《난감스쿨 2》
- 2014년 10월 23일~2014년 11월 20일 tvN 《오늘부터 출근》
- 2016년 7월 25일~2016년 8월1일 KBS 2TV 《수상한 휴가》